# Habitatge al carrer Lleida, 1 (Llardecans)
L'Habitatge al carrer Lleida, 1 és una obra de Llardecans (Segrià) inclosa a l'Inventari del Patrimoni Arquitectònic de Catalunya.

## Descripció
Habitatge que consta de planta baixa, pis i golfes de composició típica en façana, construïda amb pedra calcària del país. Teulada a dues vessants perpendicular a la façana principal. Porta dovellada d'arc de mig punt. Façana de composició irregular que revela diverses modificacions en les obertures de finestres, portes i balcons.

## Història
Se la considera la primera casa del poble i constitueix un exponent dels materials tradicionals de la pedrera del país.